# Gioulli Moubarïakova
 (décembre 2019).
Si vous disposez d'ouvrages ou d'articles de référence ou si vous connaissez des sites web de qualité traitant du thème abordé ici, merci de compléter l'article en donnant les références utiles à sa vérifiabilité et en les liant à la section « Notes et références ».
 (décembre 2019).
Gioulli Moubarïakova (Oufa, 19 septembre 1936 - 20 février 2019) est une actrice, metteuse en scène et professeure de théâtre bachkire. 